# Ђирокастра
Ђирокастра (алб. Gjirokastër, Gjirokastra; грч. Αργυρόκαστρο, Γυρόκαστρο; итал. Argirocastro) је град на југу Албаније. Према попису из 2023. било је 16.569 становника, уз велику грчку заједницу. Овај стари град је уписан на листу Светске баштине као „редак пример добро сачуваног отоманског града, који су сазидали велепоседници”.

## Историја
Ђирокастра је стари град са трагоцима људске насељенеости која датира уназад до првог века пре нове ере. Налази се на падинама Mali i Gjerë („Широке планине“). Град је вероватно основан негде у 12. веку око тврђаве на брду. Под владавином Византије, развио се у главни тржишни центар познат као Argyropolis („Сребрни град“) или Argyrokastron („Сребрни замак“). Био је део Епирског деспотата у 14. веку, пре него што је прешао у отоманске руке 1417. Заузео га је 1811. Али-паша и у касном 19. веку постао је центар отпора турској владавини. СКупштина у Ђирокастри, кључни догађај албанског ослободилачког покрета, је овде одржана 1880. године.
Године 1914. Јоргос Христакис Зографос бивши министар спољних послова Грчке објавио је у Ђирокастри стварање самосталне државе Северни Епир, који су већином насељавали Грци. Ђирокастра је проглашена за главни град самосталне државе, иако је наступајући Први светски рат уништио државу, коју су освојиле француске трупе, да би је касније поклониле Албанији 1918.
За време балканских ратова, Првог светског рата и Другог светског рата, Ђирокастру су у разним приликама освајали Италија, Грчка и Немачка пре него што је враћена под сталну албанску контролу 1944. Послератни комунистички режим развио је град као индустријски и тржишни центар, и подигли су га у статус „града музеја“ захваљујући чињеници да је он био родно место диктатора Енвера Хоџе. Ђирокастра је претрпела тешку економску кризу по окончању комунистичке владавине 1991. Нарочито ју је 1997. погодио колапс „пирамидалних шема“, које су дестабилизовале целокупну албанску привреду. Насилни антивладини протести су се одвијали у граду; 16. децембра, 1997, Хоџину родну кућу су дигнули у ваздух непознати антикомунистички нападачи. Становништво града је опало од 1990-их, а многи Грци су се одселили у Грчку. Међутим, још увек је значајно њихово присуство у граду с великим културним утицајем.

## Привреда
Ђирокастра је главни град дистрикта. Он је првенствено тржишни центар са нешто индустрије, претежно прехрамбене, кожне и текстилне.
У близини Ђирокастра се налази пунионица најпродаваније минералне воде у Албанији.

## Култура и занимљивости
Многе куће у Ђирокастри имају карактеристичан локални стил због кога је град стекао назив „каменог града“, јер већина старих кућа има кровове прекривене каменим плочама. Због важности Ђирокастре у комунистичком режиму, њен градски центар је сачуван од драстичног мењања и рушења који су погодили друге градове у Албанији, али његово обележје као „града музеја“ нажалост није у потпуности сачувало стари град. Многе историјске зграде су оронуле, и још се мало чини на њиховој обнови.
Цитадела доминира градом и надгледа стратешки важан пут дуж речне долине. Отворена је за посетиоце и у њој се налази војни музеј у коме се налази заплењено оружје и предмети из доба комунистичког отпора против немачке окупације.
Ђирокастра има и стари базар који је оригинално изграђен у 17. веку, али је реновиран у 19. веку после пожара. Данас у Ђирокастри има преко 20 музеја а у њему се одржава и Фестивал народне музике.
Када је град први пут номинован за увођење на листу места Светске баштине 1988, стручњацима је засметао велики број модерних грађевина које су реметиле изглед старог града. Историјско језгро је коначно уписано 2005, 15 година после прве номинације.